# Henrique Adriano Buss
Henrique Adriano Buss (Marechal Cândido Rondon, 1986) és un futbolista professional brasiler, que juga habitualment de defensa central.

## Trajectòria
A finals de juliol de 2008 va ser fitxat pel FC Barcelona procedent del Palmeiras brasiler.
El club blaugrana va cedir-lo durant una temporada al Bayer Leverkusen alemany i el passat mes de juliol de 2009 va tornar a la disciplina catalana després de completar una bona temporada a la Bundesliga. El jugador després de completar tota la pre-temporada amb el FC Barcelona fou cedit al Racing de Santander.
Fou internacional amb la selecció del Brasil l'any 2008. El 7 de maig de 2014 el seleccionador brasiler Luiz Felipe Scolari el va incloure a la llista final de 23 jugadors que representaran el Brasil a la Copa del Món de Futbol de 2014.

## Palmarès

### FC Barcelona
- 1 Supercopa Espanyola (2009)
- 1 Supercopa d'Europa (2009)